# Livino di Deventer
Livino di Deventer, o anche Lebuino (in inglese Lebwin, in tedesco Lebuin, sassone antico Liafwin, e in latino Lebuinus; Inghilterra, VIII secolo – verso il 775), è stato un monaco cristiano e presbitero inglese che esercitò la sua attività missionaria nell'Europa continentale, venerato come santo dalla Chiesa cattolica e dalla Chiesa protestante.

## Biografia
Sulla nascita e la giovinezza di Livino non si sa nulla. Secondo la fonte più antica ed affidabile (Vita Liudgeri I), Livino era un pio e stimato monaco dell'abbazia di Ripon, in Inghilterra, fondata da san Vilfrido, che verso il 750, ispirato dall'esempio di san Bonifacio, san Villibrordo e da altri grandi missionari inglesi, si trasferì sul continente, per predicare il Vangelo e convertire i pagani. Dopo la sua ordinazione sacerdotale, egli si recò ad Utrecht, ove fu accolto da san Gregorio, facente funzione di vescovo della diocesi, che lo incaricò di una missione presso il popolo della zona del fiume IJssel, assegnandogli anche un collaboratore di origine inglese, Marchelmo (o Marcellino), già discepolo di san Villibrordo. Quella era allora una terra di confine fra i Franchi cristiani, i parzialmente convertiti Frisoni ed i pagani Sassoni.
Livino venne accolto là da una certa Everhilde e da altri credenti. Sul lato occidentale del fiume IJssel, a Wilp (oggi Voorst) in Gheldria, i fedeli costruirono per lui una prima cappella. Poco dopo essi eressero in suo nome una chiesa sull'opposta riva del fiume, presso Deventer, che divenne il punto centrale della sua missione.
A quali attività Livino abbia dato colà inizio, le fonti non dicono. Tuttavia egli sollevò l'ira dei sassoni. Questi radunarono un esercito, incendiarono e distrussero la chiesa di Livino a Deventer e cacciarono tutti i cristiani da quei luoghi. Il missionario si rifugiò ad Utrecht, presso il suo mentore, l'abate Gregorio. Quando gli attaccanti si erano ritirati, Livino tornò a Deventer, riprese la sua attività di predicatore e ricostruì la chiesa. Poco dopo, verso il 775, morì e fu sepolto nella sua chiesa.
La grande chiesa ivi costruita divenne sede di una importante prepositura per poi diventare la cattedrale della diocesi di Deventer quando questa venne eretta nel XVI secolo.
Una datazione precisa su Livino non è oggi possibile. Il periodo nel quale egli svolse la sua attività di missionario, come si può desumere indirettamente dalla Vita Liudgeri (I e II), comprende gli anni che vanno dal 770 fino al massimo al 776.

## La seconda distruzione della chiesa di Livino in Deventer
Secondo quanto si può desumere dalla Vita Liudgeri (I e II), dopo la morte di Livino, Deventer fu devastata una seconda volta dai sassoni e la chiesa di Livino nuovamente distrutta con il fuoco. Le fonti pongono in particolare rilievo la vicenda delle spoglie di Livino. Esse sarebbero rimaste nascoste ai pagani e furono ritrovate solo da un altro santo, san Ludgero. Questi eresse sulla tomba di Livino, per la terza volta, la chiesa (prima del 777) e ripristinò la fede cristiana del luogo.

## Livino e l'assemblea di Marklo
Nella Vita Lebuini si racconta, che Livino aveva intrapreso un viaggio all'interno del territorio dei sassoni pagani ed in un luogo vicino al fiume Weser di nome Marklo, ove le personalità sassoni con il loro seguito si trovavano regolarmente in assemblea per dirimere le questioni interne del loro territorio. Livino comparve improvvisamente tra i presenti e li invitò ad accettare la fede cristiana, minacciandoli altrimenti di subire una sottomissione violenta ad un prossimo sovrano. I sassoni s'inalberarono contro il missionario e lo cacciarono dal luogo dell'assemblea. Minacciato di morte, Livino scomparve agli occhi dei pagani, mentre egli grazie ad un miracolo divino, si nascondeva fra le radici di un albero.
Questo racconto miracoloso aveva un significato particolare per la storia del primo medioevo, poiché, accanto alla storia della Chiesa del Venerabile Beda dell'inizio dell'VIII secolo, esso rappresenta l'unica fonte scritta, che riporta informazioni dettagliate sui comportamenti degli antichi sassoni. L'attendibilità della Vita Lebuini, sulla quale poggia la teoria della storia antica dei sassoni, è stata nel frattempo posta in discussione, se non addirittura rifiutata (M.Springer).

## Culto
Livino è venerato come santo dalla Chiesa cattolica fin dal IX secolo. La sua memoria liturgica cade il 12 novembre. Particolarmente curato è il suo ricordo a Deventer, anche nei tempi della Riforma protestante.
Nella zona della città della Vestfalia di Herford è stato eretto un monumento al santo (Lebuinsbuche).